# Astronesthes neopogon
Astronesthes neopogon is een  straalvinnige vissensoort uit de familie van Stomiidae. De wetenschappelijke naam van de soort is voor het eerst geldig gepubliceerd in 1929 door Regan & Trewavas.